# William Eugene Drummond
William Eugene Drummond (28 de março de 1876 – 13 de setembro de 1946) foi um arquiteto americano, membro da Prairie School de Chicago.

## Primeiros ano e educação
Drummond nasceu em Newark, New Jersey, filho do marceneiro Eugene Drummond e sua esposa Ida Lozier. O lema da família Drummond era e é "Faça o melhor e seja gentil". Em 1886, a família mudou-se de Newark, e estabeleceu-se no lado oeste de Chicago, em Austin, na 813 Central Avenue onde William Drummond cresceu e frequentou a escola pública. William era quinze anos mais velho que seu irmão Frank e havia cinco meninas entre eles. Todas os filhos de Drummond cresceram em Austin.
A casa da família Drummond ainda está em pé em 2008 e apresenta alguma semelhança com o Prairie style devido às reformas que sofreu nas mãos de William e de Eugene. William aprendeu muito na reforma da casa da família. Ele e seu pai construíram a casa atual em torno e sobre a casa velha, com a família morando nela. A família era proprietária da casa até 1966.
William Drummond foi admitido na escola da arquitetura da Universidade de Illinois em 1899, ao mesmo tempo que o arquiteto e companheiro da Prairie School Walter Burley Griffin, entretanto, dificuldades financeiras forçaram sua saída após um ano.

## Anos naPrairie School
Depois disso, Drummond começou a trabalhar em Chicago na empresa do arquiteto Louis Sullivan. Diversos meses mais tarde, foi trabalhar para Frank Lloyd Wright. Drummond serviria como o desenhista chefe em diversos conhecidos trabalhos de Wright que incluem a casa de Edwin e Mamah Borthwick Cheney em Oak Park, a Frederick Robie House em Chicago e o Larkin Company Administration Building em Buffalo, New York. Drummond obteve seu diploma de arquitetura em 1901. Entre 1901 e 1905 trabalhou para Wright meio expediente ao mesmo tempo que trabalhava em tempo integral para Richard E. Schmidt (1901-1902) e Daniel H. Burnham (1903-1905). Drummond retornou ao emprego em tempo integral com Wright de 1905 a 1909, quando um desacordo sobre pagamento fez com que saísse do escritório de Wright. Mas Drummond era uma figura chave no estúdio de Wright durante os anos mais produtivos da Prairie. Como o filho de Wright, John, relata:
 William Eugene Drummond, Francis Barry Byrne, Walter Burley Griffin, Albert Chase McArthur, Marion Mahony, Isabel Roberts e George Willis eram os desenhistas. Cinco homens, duas mulheres. Vestiam gravatas esquisitas, e blusas apropriadas à tribo. Os homens penteavam seu cabelo como papai, todos exceto Albert, ele não tinha cabelo suficiente. Adoravam papai! E papai gostava deles! Eu sei que, na época, cada um deles fazia contribuições valiosas para o pioneirismo da arquitetura moderna americana pelos quais meu pai colhia toda a glória, as dores de cabeça e o reconhecimento de hoje!
Em 1907 Drummond casou-se com Clara McCulloch Christian, mulher diversos anos mais velha, cujo primeiro marido morrera de tuberculose. Sua união produziu três filhos: Robert, William e Alan. Em 1910, Mary Roberts, mãe de Isabel Roberts, vendeu a propriedade vizinha, Isabel Roberts House, em River Forest, a seu amigo e associado William Drummond, que construíu sua própri casa em Prairie style lá.

## Prática profissional
Ao desligar-se de Wright, Drummond passou a trabalhar como autônomo, embora já houvesse recebido sua primeira encomenda em 1908, a First Congregational Church of Austin. Em 1912 associou-se com Louis Guenzel (1860-1956), que tinha sido um desenhista de Adler e Sullivan. Isabel Roberts trabalhou para Guenzel e Drummond por aproximadamente um ano. A parceria dissolveu-se imediatamente após o início da Primeira Guerra Mundial, em 1915. Drummond continuou sua prática independente depois disso, projetando igrejas, residências e edifícios comerciais pequenos em Prairie style.
Como o gosto do público mudou durante os anos 1920 o trabalho do Drummond passou a apoiar-se menos nos princípios da Prairie School. Ao contrário, seu trabalho caracterizava-se pela utilização de elementos English cottage e estilo Tudor, muitos em River Forest. Drummond estava entre aqueles que apresentaram projetos na famosa competição de 1922 para o Chicago Tribune Building.
William Drummond participou da comissão de planeamento de River Forest durante os anos 1920 e 30, enquanto também reformou diversos de projetos de Wright. Pouco antes sua morte e, 13 de setembro de 1946, Drummond publicou um livro que detalha um projeto de reforma do Capitólio dos Estados Unidos.

## Lista parcial de obras de William Drummond
- Abajo Mountains (Utah) Resort (project)
- Residence (1901); 742 Franklin Street, River Forest IL
- L. Griffen house project (1902); Buena Park (Chicago) IL
- L. Wolff house (circa 1903); 4234 N Hazel, Chicago, IL
- Dexter M. Ferry, Jr. House project (1910); Grosse Pointe, MI
- William E. Drummond Residence (1910); 559 Edgewood Place, River Forest, IL
- Albert W. Muther Residence (1910-1912); 560 (580) Edgewood Place, River Forest, IL
- Charles Barr Residence (1910-1912); 7234 Quick Street, River Forest, IL
- Curtis Yelland House (1911); 37 River Heights Road, Mason City, IA
- River Forest Methodist Church (1912); 7070 Lake Street, River Forest, IL
- River Forest Bank Building (1912); River Forest, IL
- Gordon Abbot House (1912); 105 N. Grant, Hinsdale, IL
- George Stahmer House (1913); Fourth Street and Chicago Avenue, Maywood, IL
- River Forest Women’s Club (1913); 526 Ashland Avenue, River Forest, IL
- John B. Franke House, 2131 Forest Park Blvd, Ft Wayne, IN (1914) - with Barry Byrne
- Ralph S. Baker House (1914-1915); 1226 Ashland Avenue, Wilmette, IL
- John A. Kleset House (1915); Keystone Avenue, River Forest IL
- First Congregational Church (1915); 5701 West Midway Park, Chicago, IL 60644
- Coonley Estate "Thorncroft" (1919-1921); Riverside, IL
- Brookfield Kindergarten [aka Hilly House] (1920); 3601 Forest Avenue, Brookfield, IL
- Hollywood Community Hall (1921); Washington and Hollywood, Hollywood (Brookfield), IL
- Isabel Roberts House Remodeling (1922); Edgewood Place, River Forest IL
- Langhorne Residence Remodeling (1924-1940); Chicago, IL
- Badenoch House (1925); 555 Edgewood Place, River Forest IL
- O. B. Higgins Residence (1927); 535 Edgewood Place, River Forest IL
- Shedd Park Field House (1928); 3660 West 23rd Street, Chicago, IL
- Edward W. Scott Residence (1928); 619 Keystone, River Forest, IL
- River Forest Public Library (1928-1930); River Forest, IL
- Rookery Building Remodeling (1930); Chicago IL
- Washington Capital Redevelopment (1946-1947); Washington, DC